# Ordine di battaglia della battaglia del Golfo di Leyte
Le forze in campo per la battaglia vennero riorganizzate, da parte statunitense, in relazione agli eventi, per quanto riguarda la formazione della Task Force 34, in realtà mai dispiegata se non nel suo Task Group 34.5 formato dalle unità veloci per inseguire le forze di Kurita quando ormai era troppo tardi. Le forze giapponesi invece rimasero secondo la stessa organizzazione per tutte le operazioni.
Legenda:
BB = Corazzata
CA = Incrociatore pesante
CL = Incrociatore leggero
CV = Portaerei di squadra
CVL = Portaerei leggera
CVE = Portaerei di scorta
DD = Cacciatorpediniere
DE = Cacciatorpediniere di scorta
I nomi delle unità affondate nella battaglia sono indicati in grassetto.
| Marina degli Stati Uniti | Marina degli Stati Uniti | Marina imperiale giapponese | Marina imperiale giapponese |
| ------------------------ | --- | --------------------------- | --- |
|                          | TERZA FLOTTA (ammiraglio William Halsey) - Task Force 38 (forza portaerei veloci) (viceammiraglio Marc Mitscher) - Task Group One, TG38.1 (viceammiraglio John McCain) - USS Wasp (capitano di vascello O.A. Weller) - USS Hornet (capitano di vascello A.K. Doyle) - USS Hancock (capitano di vascello F.C. Dickey) - USS Cowpens (capitano di vascello H.W. Taylor) - USS Monterey (capitano di vascello S.H. Ingersoll) - USS Pensacola (capitano di vascello A.P. Mullinix) - USS Salt Lake City (capitano di vascello L.W. Busbey) - USS Chester (capitano di vascello Henry Hartley) - USS Boston (capitano di vascello E.E. Herrmann) - USS Oakland (capitano di vascello K.S. Reed) - USS San Diego (capitano di vascello W.E. Mullan) - USS Grayson - USS Woodworth - USS McCalla - USS Boyd - USS Brown - USS Cowell - USS Charrette - USS Conner - USS Bell - USS Burns - USS Izard - USS Caperton - USS Cogswell - USS Ingersoll - Task Group Two, TG38.2 (contrammiraglio Gerald Bogan) - USS Intrepid (capitano J.F. Bolger) - USS Independence (capitano E.C. Ewen) - USS Cabot (capitano di vascello S.J. Michael) - USS Iowa (capitano di vascello A.R. McCann) - USS New Jersey (capitano di vascello C.F. Holden) - USS Vincennes (capitano di vascello A.D. Brown) - USS Biloxi (capitano di vascello P.R. Heineman) - USS Miami (capitano di vascello J.G. Crawford) - USS Miller - USS Owen - USS The Sullivans - USS Tingey - USS Twining - USS Yarnall - USS Colahan - USS Hickox - USS Hunt - USS Lewis Hancock - USS Marshall - USS Stockham - USS Wedderburn - USS Halsey Powell - USS Uhlmann - USS Cushing - Task Group Three, TG38.3 (contrammiraglio Frederick Sherman) - USS Essex (capitano di vascello C.W. Weiber) - USS Lexington (capitano di vascello E.W. Litch) - USS Princeton (capitano di vascello W.H. Buracker) - USS Langley (capitano di vascello J.F. Wegforth) - USS South Dakota (capitano di vascello C.B. Momsen) - USS Massachusetts (capitano di vascello W.W. Warlick) - USS Santa Fe (capitano di vascello Jerauld Wright) - USS Birmingham (capitano di vascello T.B. Inglis) - USS Mobile (capitano di vascello C.C. Miller) - USS Reno (capitano di vascello R.C. Alexander) - USS Laws - USS Longshaw - USS Morrison - USS Caperton - USS Cogswell - USS Ingersoll - USS Knapp - USS Gatling - USS Porterfield - USS Clarence K. Bronson - USS Cotten - USS Dortch - USS Healy - USS Callaghan - USS Cassin Young - USS Irwin - USS Preston - Task Group Four, TG38.4 (contrammiraglio Ralph Davison) - USS Enterprise (capitano di vascello Cato D. Glover) - USS Franklin (capitano di vascello J.M. Shoemaker) - USS Belleau Wood (capitano di vascello John Perry) - USS San Jacinto (capitano di vascello M.H. Kernodle) - USS Washington (capitano di vascello T.R. Cooley) - USS Alabama (capitano di vascello V.R. Murphy) - USS New Orleans (capitano di vascello J.E. Hurff) - USS Wichita (capitano di vascello D.A. Spencer) - USS Gridley - USS Bagley - USS Helm - USS Mugford - USS Ralph Talbot - USS Patterson - USS McCall - USS Maury - USS Wilkes - USS Nicholson - USS Swanson SETTIMA FLOTTA (viceammiraglio Thomas Kinkaid) - Gruppo da bombardamento e supporto di fuoco (contrammiraglio Jesse Oldendorf) - USS Pennsylvania - USS Mississippi - USS Tennessee - USS California - USS Maryland - USS West Virginia - USS Louisville - USS Portland - USS Minneapolis - HMAS Shropshire (Royal Australian Navy) - USS Phoenix - USS Boise - USS Columbia - USS Denver - USS Bache - USS Beale - USS Hutchins - USS Halford - USS Leutze - USS Robinson - USS Thorn - USS Cony - USS Daly - USS Aulick - USS Claxton - USS Newcomb - USS Killen - USS Welles - USS Sigourney - USS Albert W.Grant - USS Bennion - USS Heywood L. Edwards - USS Richard P. Leary - USS Bryant - USS Melvin - USS Mertz - USS McDermut - USS McGowan - USS McNair - USS Remey - USS Monsenn - HMAS Arunta (Royal Australian Navy) - Task Group 77.4 (gruppo portaerei di scorta) (contrammiraglio Thomas L. Sprague) - Task Unit 77.4.1 - "Taffy One" (contrammiraglio Thomas L. Sprague) - USS Sangamon (capitano di vascello M.E. Browder) - USS Suwannee (capitano di vascello W.D. Johnson) - USS Chenango (capitano di vascello George Van Deurs) - USS Santee (capitano di vascello R.E. Blick) - USS Petrof Bay (capitano di vascello J.L. Kane) - USS Saginaw Bay (capitano di vascello F.C. Sutton) - USS Coolbaugh - USS Trathen - USS Hazelwood - USS McCord - USS Richard S. Bull - USS Richard M. Rowell - USS Eversole - Task Unit 77.4.2 - "Taffy Two" (contrammiraglio Felix Stump) - USS Manila Bay (capitano di vascello Fitzhugh Lee) - USS Natoma Bay (capitano di vascello A.K. Morehouse) - USS Kadashan Bay (capitano di vascello R.N. Hunter) - USS Marcus Island (capitano di vascello C.F. Greber) - USS Savo Island (capitano di vascello C.E. Ekstrom) - USS Ommaney Bay (capitano di vascello H.L. Young) - USS Franks - USS Haggard - USS Hailey - USS Richard W. Suesens - USS Abercrombie - USS Oberrender - USS Walter C. Wann - USS Le Ray Wilson - Task Unit 77.4.3 - "Taffy Three" (contrammiraglio Clifton Sprague) - USS St. Lo (capitano di vascello F.J. McKenna) - USS White Plains (capitano di vascello D.J. Sullivan) - USS Kalinin Bay (capitano di vascello T.B. Williamson) - USS Fanshaw Bay (capitano di vascello D.P. Johnson) - USS Kitkun Bay (capitano di vascello J.P. Whitney) - USS Gambier Bay (capitano di vascello W.V.R. Vieweg) - USS John C. Butler (capitano di corvetta J.E. Pace) - USS Raymond (capitano di corvetta A.F. Beyer USNR) - USS Dennis (capitano di corvetta S. Hansen USNR) - USS Samuel B. Roberts (capitano di corvetta R.W. Copeland USNR) - USS Heermann (capitano di fregata A.T. Hathaway) - USS Hoel (capitano di fregata L.S. Kintberger) - USS Johnston (capitano di fregata E.E. Evans) Task Group 70.1 (squadra motosiluranti) (capitano di corvetta Leeson) - PT: 127, 128, 129, 130, 131, 132, 134, 137, 146, 150, 151, 152, 190, 191, 192, 194, 195, 196, 320, 321, 323, 324, 326, 327, 328, 329, 330, 331, 489, 490, 491, 492, 493, 494, 495, 497, 523, 524, 526. UNITÀ AEREE CV-6 Enterprise - CVG-20 (capitano di fregata D. F. Smith) - VF-20 (capitano di corvetta F. E. Bakutis) - 35 Grumman F6F-5 Hellcat - 4 Grumman F6F-3N Hellcat - VB-20 (capitano di fregata M. E. Riera) - 34 Curtiss SB2C-3 Helldiver - VT-20 (capitano di corvetta S. L. Prickett) - 19 Grumman TBM-1C Avenger CV-9 Essex - CVG-15 (capitano di fregata D. McCampbell) - VF-15 (capitano di corvetta J. F. Rigg) - 22 Grumman F6F-3 Hellcat - 3 Grumman F6F-3N Hellcat - 2 FGrumman 6F-3P Hellcat - 23 Grumman F6F-5 Hellcat - 1 Grumman F6F-5N Hellcat - VB-15 (capitano di corvetta J. H. Mini) - 25 Curtiss SB2C-3 Helldiver - VT-15 (capitano di corvetta V. G. Lambert) - 15 Grumman TBF-1C Avenger - 5 Grumman TBM-1C Avenger CV-11 Intrepid - CVG-18 (capitano di fregata W. E. Ellis) - VF-18 (tenente di vascello E. J. Murphy) - 36 Grumman F6F-5 Hellcat - 5 Grumman F6F-5N Hellcat - 3 Grumman F6F-5P Hellcat - VB-18 (capitano di corvetta M. Eslick) - 28 Curtiss SB2C-3 Helldiver - VT-18 (capitano di corvetta L. W. VanAntwerp) - 18 Grumman TBM-1C Avenger CV-12 Hornet - CVG-11 (capitano di fregata F. R. Schrader) - VF-11 (capitano di corvetta E. G. Fairfax) - 11 Grumman F6F-3 Hellcat - 2 Grumman F6F-3N Hellcat - 1 Grumman F6F-3P Hellcat - 21 Grumman F6F-5 Hellcat - 2 Grumman F6F-5N Hellcat - 3 Grumman F6F-5P Hellcat - VB-11 (capitano di corvetta L. A. Smith) - 25 Curtiss SB2C-3 Helldiver - VT-11 (capitano di corvetta R. Denniston) - 1 Grumman TBF-1C Avenger - 17 Grumman TBM-1C Avenger CV-13 Franklin - CVG-13 (capitano di fregata R. L. Kibbe) - VF-13 (capitano di fregata W. M. Coleman) - 1 Grumman F6F-3 Hellcat - 1 Grumman F6F-3N Hellcat - 30 Grumman F6F-5 Hellcat - 1 Grumman F6F-5N Hellcat - 4 Grumman F6F-5P Hellcat - VB-13 (tenente di vascello C. A. Skinner) - 31 Curtiss SB2C-3 Helldiver - VT-13 (capitano di corvetta L. C. French) - 18 Grumman TBM-1C Avenger CV-16 Lexington - CVG-19 (capitano di fregata T. H. Winters) - VF-19 (capitano di corvetta F. E. Cook) - 14 Grumman F6F-3 Hellcat - 2 Grumman F6F-3N Hellcat - 2 Grumman F6F-3P Hellcat - 23 Grumman F6F-5 Hellcat - 1 Grumman F6F-5N Hellcat - VB-19 (capitano di corvetta R. McGowan) - 30 Curtiss SB2C-3 Helldiver - VT-19 (capitano di corvetta F. C. Perry) - 18 Grumman TBM-1C Avenger CV-17 Bunker Hill - CVG-8 (capitano di fregata R. L. Shifley) - VF-8 (capitano di fregata W. M. Collins) - 27 Grumman F6F-3 Hellcat - 14 Grumman F6F-5 Hellcat - 4 Grumman F6F-3N Hellcat - 4 Grumman F6F-5N Hellcat - VB-8 (capitano di corvetta J. D. Arbes) - 17 Curtiss SB2C-1C Helldiver - 3 Curtiss SBF-1 Helldiver - VT-8 (capitano di corvetta K. F. Musick) - 17 Grumman TBM-1C Avenger - 2 Grumman TBM-1D Avenger CV-18 Wasp - CVG-14 (capitano di fregata W. C. Wingard) - VF-14 (capitano di corvetta R. Gray) - 33 Grumman F6F-3 Hellcat - 3 Grumman F6F-3N Hellcat - 2 Grumman F6F-3P Hellcat - 14 Grumman F6F-5 Hellcat - 1 Grumman F6F-5N Hellcat - VB-14 (capitano di corvetta J. D. Blitch) - 25 Curtiss SB2C-3 Helldiver - VT-14 (capitano di corvetta H. S. Roberts) - 5 Grumman TBF-1C Avenger - 1 Grumman TBF-1D Avenger - 11 Grumman TBM-1C Avenger - 1 Grumman TBM-1D Avenger CV-19 Hancock - CVG-7 (capitano di fregata J. D. Lamade) - VF-7 (capitano di corvetta L. J. Check) - 37 Grumman F6F-5 Hellcat - 4 Grumman F6F-5N Hellcat - VB-7 (capitano di corvetta J. L. Erickson) - 30 Curtiss SB2C-3 Helldiver - 12 Curtiss SB2C-3E Helldiver - VT-7 (capitano di corvetta C. B. Marshall) - 18 Grumman TBM-1C Avenger CVL-22 Independence - CVG(N)-41 (capitano di fregata T. F. Caldwell) - VFN-41 (capitano di fregata T.F. Caldwell) - 3 Grumman F6F-3 Hellcat - 2 Grumman F6F-5 Hellcat - 14 Grumman F6F-5N Hellcat - VTN-41 (capitano di corvetta W. R. Taylor) - 8 TGrumman BM-1D Avenger CVL-23 Princeton - CVG-27 (capitano di corvetta F. A. Bardshar) - VF-27 (capitano di corvetta F. A. Bardshar) - 18 Grumman F6F-3 Hellcat - 7 Grumman F6F-5 Hellcat - VT-27 (capitano di corvetta S. M. Haley) - 9 Grumman TBM-1C Avenger CVL-24 Belleau Wood - CVG-21 (capitano di corvetta V. F. Casey) - VF-21 (capitano di corvetta V. F. Casey) - 24 Grumman F6F-5 Hellcat - 1 Grumman F6F-5P Hellcat - VT-21 (capitano di corvetta R. A. Kennard) - 9 Grumman TBM-1C Avenger CVL-25 Cowpens - CVG-22 (capitano di corvetta T. H. Jenkins) - VF-22 (tenente di vascello L. L. Johnson) - 25 Grumman F6F-5 Hellcat - 1 Grumman F6F-5P Hellcat - VT-22 (capitano di corvetta Jenkins) - 9 Grumman TBF-1C Avenger CVL-26 Monterey - CVG-28 (capitano di corvetta R.W. Mehle) - VF-28 (capitano di corvetta R.W. Mehle) - 21 Grumman F6F-5 Hellcat - 2 Grumman F6F-5P Hellcat - VT-28 (tenente di vascello R. P. Gift) - 9 Grumman TBM-1C Avenger CVL-27 Langley - CVG-44 (capitano di fregata M. T. Wordell) - VF-44 (capitano di fregata M. T. Wordell) - 19 Grumman F6F-3 Hellcat - 6 Grumman F6F-5 Hellcat - VT-44 (capitano di corvetta E. F. Craig) - 9 Grumman TBM-1C Avenger CVL-28 Cabot - CVG-29 (capitano di corvetta W. E. Eder) - VF-29 (capitano di corvetta W.E. Eder) - 3 Grumman F6F-3 Hellcat - 18 FGrumman 6F-5 Hellcat - VT-29 (tenente di vascello J. H. McPherson) - 1 Grumman TBF-1C Avenger - 8 Grumman TBM-1C Avenger CVL-30 San Jacinto - CVG-51 (capitano di fregata C. L. Moore) - VF-51 (capitano di fregata C. L. Moore) - 14 Grumman F6F-3 Hellcat - 5 Grumman F6F-5 Hellcat - VT-51 (capitano di corvetta D. J. Melvin) - 7 Grumman TBM-1C Avenger CVE-26 Sangamon - CVEG-37 (capitano di corvetta S. E. Hindman) - 12 Grumman F6F-3 Hellcat (capitano di corvetta S. E. Hindman) - 5 Grumman F6F-5 Hellcat - 9 Grumman TBM-1C Avenger (capitano di corvetta P. G. Farley) CVE-27 Suwannee - CVEG-60 (capitano di corvetta H. O. Feilbach) - 22 Grumman F6F-3 Hellcat (capitano di corvetta H. O. Feilbach) - 9 Grumman TBM-1C Avenger (tenente di vascello W. C. Vincent) CVE-28 Chenago - CVEG-35 (capitano di corvetta F. T. Moore) - 22 Grumman F6F-3 (capitano di corvetta F. T. Moore) - 9 Grumman TBM-1C Avenger (tenente di vascello C. F. Morgan) CVE-29 Santee - CVEG-26 (capitano di corvetta H. N. Funk) - 24 Grumman F4F Wildcat (capitano di corvetta H. N. Funk) - 6 Grumman TBF-1C Avenger (capitano di corvetta T. M. Bennett) - 3 Grumman TBM-1C Avenger CVE-61 Manila Bay - VC-80 (capitano di corvetta H. K. Stubbs) - 16 Grumman F4F Wildcat - 12 Grumman TBM-1C Avenger CVE-62 Natoma Bay - VC-81 (capitano di corvetta R. C. Barnes) - 16 Grumman F4F Wildcat - 12 Grumman TBM-1C Avenger CVE-63 Saint Lo - VC-65 (capitano di corvetta R. M. Jones) - 17 Grumman F4F Wildcat - 12 Grumman TBM-1C Avenger CVE-66 White Plains - VC-4 (capitano di corvetta E. R. Fickenscher) - 16 Grumman F4F Wildcat - 12 Grumman TBM-1C Avenger CVE-68 Kalinin Bay - VC-3 (capitano di corvetta W. H. Keighley) - 16 Grumman F4F Wildcat - 11 Grumman TBM-1C Avenger - 1 Grumman TBF-1C Avenger CVE-70 Fanshaw Bay - VC-68 (capitano di corvetta R. S. Rogers) - 16 Grumman F4F Wildcat - 12 Grumman TBM-1C Avenger CVE-71 Kitkun Bay - VC-5 (capitano di fregata R. L. Fowler) - 14 Grumman F4F Wildcat - 12 Grumman TBM-1C Avenger CVE-73 Gambier Bay - VC-10 (capitano di corvetta E. J. Huxtable) - 18 Grumman F4F Wildcat - 12 Grumman TBM-1C Avenger CVE-76 Kadashan Bay - VC-20 (capitano di corvetta J. R. Dale) - 15 Grumman F4F Wildcat - 11 Grumman TBM-1C Avenger CVE-77 Marcus Island - VC-11 (capitano di corvetta T. O. Murray) - 12 Grumman F4F Wildcat - 11 Grumman TBM-1C Avenger CVE-78 Savo Island - VC-27 (capitano di corvetta P. W. Jackson) - 16 Grumman F4F Wildcat - 12 Grumman TBM-1C Avenger CVE-79 Ommaney Bay - VC-75 (tenente di vascello A. W. Smith) - 16 Grumman F4F Wildcat - 11 Grumman TBM-1C Avenger CVE-80 Petrof Bay - VC-76 (capitano di fregata J. W. McCauley) - 16 Grumman F4F Wildcat - 10 Grumman TBM-1C Avenger CVE-82 Saginaw - VC-78 (capitano di corvetta J. L. Hyde) - 15 Grumman F4F Wildcat - 12 Grumman TBM-1C Avenger |                             | FLOTTA COMBINATA (Ammiraglio Soemu Toyoda) - Gruppo Principale (Forza Nord - 3ª Flotta) (viceammiraglio Jisaburō Ozawa) - Oyodo (capitano di vascello Kakuro Mutaguchi) - Tama (capitano di vascello G. Matsuda) - 3ª Divisione portaerei (viceammiraglio Jisaburō Ozawa e contrammiraglio Sueo Obayashi) - Zuikaku (contrammiraglio Takeo Kaizuka) - Chitose (capitano di vascello Y. Kishi) - Chiyoda (capitano di vascello Eiichirō Jyo) - Zuiho (capitano di vascello K. Sugiura) - 4ª Divisione portaerei (contrammiraglio Chiaki Matsuda) - Hyuga (contrammiraglio Tomekichi Nomura) - Ise (contrammiraglio Noboru Nakase) - 31ª Squadriglia di scorta/incrociatori (contrammiraglio Heitarō Edo) - Isuzu (capitano di vascello G. Matsuda) - 41ª Divisione cacciatorpediniere (capitano di vascello Kiichirō Wakida) - Shimotsuki - 43ª Divisione cacciatorpediniere - Kiri - Kuwa - Maki - Sugi - 61ª Divisione cacciatorpediniere (Capitano di vascello Shigetaka Amano) - Akizuki - Hatsuzuki - Wakatsuki - Prima forza d'attacco (Forza Centrale - 2ª Flotta) (viceammiraglio Takeo Kurita) - Primo Gruppo (viceammiraglio Takeo Kurita) - 1ª Divisione corazzate (viceammiraglio Matome Ugaki) - Musashi (contrammiraglio Toshihira Inoguchi) - Nagato (contrammiraglio Yuji Kōbe) - Yamato (contrammiraglio Nobuei Morishita) - 4ª Divisione incrociatori - Atago (capitano di vascello Tsutau Araki) - Chokai (capitano di vascello Jo Tanaka) - Maya (capitano di vascello Ranji Ōe) - Takao (capitano di vascello Sutejirō Onoda) - 5ª Divisione incrociatori (viceammiraglio Shintarō Hashimoto) - Haguro (capitano di vascello Kaju Sugiura) - Myoko (capitano di vascello Itsu Ishiwara) - 2ª Squadriglia cacciatorpediniere (contrammiraglio Mikio Hayakawa) - Noshiro (capitano di vascello S. Kajiwara) - Shimakaze - 2ª Divisione cacciatorpediniere (capitano di vascello N. Shiraishi) - Akishimo - Hayashimo - 31ª Divisione cacciatorpediniere (capitano di vascello T. Fukuoka) - Asashimo - Kishinami - Naganami - Okinami - 32ª Divisione cacciatorpediniere (capitano di vascello K. Aoki) - Fujinami - Hamanami - Secondo Gruppo (viceammiraglio Yoshio Suzuki) - 3ª Divisione corazzate (viceammiraglio Yoshio Suzuki) - Haruna (contrammiraglio Kazue Shigenaga) - Kongo (contrammiraglio Toshio Shimazaki) - 7ª Divisione incrociatori (viceammiraglio Kazutaka Shiraishi) - Chikuma (capitano di vascello S. Norimitsu) - Kumano (capitano di vascello Soichirō Hitomi) - Suzuya (capitano di vascello Masao Teraoka) - Tone (capitano di vascello H. Mayazumi) - 10ª Squadriglia cacciatorpediniere (contrammiraglio Susumu Kimura) - Yahagi (capitano di vascello M. Yoshimura) - Kiyoshimo - Nowaki - 17ª Divisione cacciatorpediniere (capitano di vascello T. Tanii) - Hamakaze - Isokaze - Urakaze - Yukikaze FORZA SUD (viceammiraglio Gun'ichi Mikawa) - Forza C (Avanguardia - distaccata dalla 2ª Flotta) (vicemmiraglio Shōji Nishimura) - Mogami (capitano di vascello Ryo Toma) - 2ª Divisione corazzate (viceammiraglio Nishimura) - Fuso (contrammiraglio Masami Ban) - Yamashiro (contrammiraglio T. Shinoda) - 4ª Divisione cacciatorpediniere (capitano di vascello Takahashi) - Asagumo - Michishio - Shigure - Yamagumo - 2ª Forza d'attacco (Retroguardia - 5ª Flotta) (viceammiraglio Kiyohide Shima) - 21ª Divisione incrociatori (viceammiraglio Shima) - Ashigara (capitano di vascello Hayao Miura) - Nachi (capitano di vascello Enpei Kanōka) - 1ª Squadriglia cacciatorpediniere (contrammiraglio Masatomi Kimura) - Abukuma (capitano di vascello Hanada) - 7ª Divisione cacciatorpediniere (capitano di fregata Iwagami) - Akebono - Ushio - 18ª Divisione cacciatorpediniere (capitano di vascello Inoue) - Shiranui - Kasumi - 21ª Divisione cacciatorpediniere (capitano di fregata Ishii) - Hatsuharu - Hatsushimo - Wakaba UNITÀ AEREE - Gruppo aereo combinato (3ª Divisione portaerei) - 80 Mitsubishi A6M ("Zero") - 4 Nakajima B5N ("Kate") - 25 Nakajima B6N ("Jill") - 7 Yokosuka D4Y ("Judy") - 5ª Base aerea - 1ª Flotta aerea (viceammiraglio Takijirō Ōnishi) - 35 velivoli (basati a terra) - 6ª Base aerea - 2ª Flotta aerea (viceammiraglio Shigeru Fukudome) - 200 velivoli (basati a terra) |